# Pseudomys bolami
Pseudomys bolami is een knaagdier uit het geslacht Pseudomys dat voorkomt in Australië. Zijn verspreidingsgebied beslaat het zuidoosten van West-Australië, het midden van Zuid-Australië en het uiterste westen van New South Wales. Daar leeft hij in "mallee"-struikgebieden en moerasgebieden.
De rug is olijfbruin tot geelbruin, de onderkant wit, met een scherpe scheiding. De staart is van boven bruin en van onder lichter. De oren zijn lang en rond. De kop-romplengte bedraagt 57 tot 77 mm, de staartlengte 89 tot 96 mm, de achtervoetlengte 18 tot 20 mm, de oorlengte 15 tot 18 mm en het gewicht 10 tot 21 gram. Vrouwtjes hebben 0+2=4 spenen.
Deze soort is 's nachts actief. Hij eet zaden, delen van planten en insecten.